# Irwindale (hardware)
Irwindale era il nome in codice del successore del core Nocona alla base della CPU Intel Xeon DP per sistemi biprocessore, presentato agli inizi del 2005.

## Caratteristiche tecniche

### Processo produttivo
Le caratteristiche tecniche di Irwindale erano molto simili a quelle del predecessore Nocona; era rimasto immutato il processo produttivo a 90 nm, il bus a 800 MHz e il socket, ovvero ancora il 604. La cache L2 invece venne raddoppiata diventando di 2 MB.

### Tecnologie implementate
Oltre al supporto alle istruzioni MMX, SSE, SSE2 e SSE3, Irwindale ereditò da Nocona anche la capacità di elaborare codice a 64 bit grazie alle istruzioni EM64T e integrava la tecnologia di protezione XD-bit, oltre ovviamente all'ormai storica implementazione dell'Hyper-Threading.
Venne però integrata anche la tecnologia di risparmio energetico SpeedStep, abbinata alla nuova Demand Based Switching (DBS), che consentiva di variare dinamicamente i parametri di funzionamento del processore in funzione del carico di lavoro istantaneo, così da ridurre a sua volta il consumo complessivo che nella nuova CPU era solo leggermente superiore a quello del predecessore Nocona attestandosi sui 110 W.

## Chipset supportati
Al momento dell'introduzione, il 15 febbraio 2005, Irwindale era accompagnato dai chipset iE7520 e iE7525, insieme ai quali costituiva la piattaforma Lindenhurst.

## Il taglio dei prezzi per facilitare il passaggio
Il 13 settembre 2005 Intel praticò un taglio dei prezzi per i vari modelli di processore Irwindale: le varie versioni (3,6 GHz, 3,4 GHz, 3,2 GHz e 3 GHz) scesero rispettivamente a 690 $, 455 $, 316 $ e 256 $. Questa mossa servì ad Intel per preparare il terreno per il modello a 3,8 GHz, uscito pochi giorni dopo, il 26 settembre e, successivamente, l'unico esemplare di Paxville DP, il primo Xeon DP dual core presentato l'11 ottobre 2005, che però non fu un reale successore di Irwindale dato che, essendone stato presentato un solo modello, questo venne affiancato alle varianti di Irwindale.

### Irwindale a voltaggio ridotto
In concomitanza con l'uscita sul mercato del modello a 3,8 GHz il 26 settembre 2005, Intel presentò 2 modelli di Irwindale a voltaggio ridotto. Si trattava del modello a 3,2 GHz MV (Medium Voltage) e quello a 3 GHz LV (Low Voltage), rispettivamente con voltaggio di alimentazione, "medio" e "basso".

## Prezzi dei vari modelli al lancio
Di seguito i prezzi dei primi modelli arrivati sul mercato:
- Xeon DP 3,6 GHz - 851 $
- Xeon DP 3,4 GHz - 690 $
- Xeon DP 3,2 GHz - 455 $
- Xeon DP 3 GHz - 316 $
- Xeon DP 2,8 GHz - 209 $

Le versioni a voltaggio ridotto invece avevano i seguenti prezzi:
- Xeon DP 3,2 GHz MV - 487 $
- Xeon DP 3 GHz LV - 519 $

## Modelli arrivati sul mercato
La tabella seguente mostra i modelli di Xeon, basati sul core Irwindale, arrivati sul mercato. Molti di questi condividono caratteristiche comuni pur essendo basati su diversi core; per questo motivo, allo scopo di rendere maggiormente evidente tali affinità e "alleggerire" la visualizzazione alcune colonne mostrano un valore comune a più righe. Di seguito anche una legenda dei termini (alcuni abbreviati) usati per l'intestazione delle colonne:
- Nome Commerciale: si intende il nome con cui è stato immesso in commercio quel particolare esemplare.
- Data: si intende la data di immissione sul mercato di quel particolare esemplare.
- Socket: lo zoccolo della scheda madre in cui viene inserito il processore. In questo caso il numero rappresenta oltre al nome anche il numero dei pin di contatto.
- N°Core: si intende il numero di core montati sul package: 1 se "single core" o 2 se "dual core".
- Clock: la frequenza di funzionamento del processore.
- Molt.: sta per "Moltiplicatore" ovvero il fattore di moltiplicazione per il quale bisogna moltiplicare la frequenza di bus per ottenere la frequenza del processore.
- Pr.Prod.: sta per "Processo produttivo" e indica tipicamente la dimensione dei gate dei transistor (180 nm, 130 nm, 90 nm) e il numero di transistor integrati nel processore espresso in milioni.
- Voltag.: sta per "Voltaggio" e indica la tensione di alimentazione del processore.
- Watt: si intende il consumo massimo di quel particolare esemplare.
- Bus: frequenza del bus di sistema.
- Cache: dimensione delle cache di 1º e 2º livello.
- XD: sta per "XD-bit" e indica l'implementazione della tecnologia di sicurezza che evita l'esecuzione di codice malevolo sul computer.
- 64: sta per "EM64T" e indica l'implementazione della tecnologia a 64 bit di Intel.
- HT: sta per "Hyper-Threading" e indica l'implementazione della esclusiva tecnologia Intel che consente al sistema operativo di vedere 2 core logici.
- ST: sta per "SpeedStep Technology" ovvero la tecnologia di risparmio energetico sviluppata da Intel e inserita negli ultimi Pentium 4 Prescott serie 6xx per contenere il consumo massimo.
- VT: sta per "Vanderpool Technology", la tecnologia di virtualizzazione che rende possibile l'esecuzione simultanea di più sistemi operativi differenti contemporaneamente.

| Nome Commerciale   | Data        | Socket | N°Core | Clock   | Molt. | Pr.Prod.       | Voltag. | Watt  | Bus     | Cache                 | XD | 64 | HT | ST | VT |
| ------------------ | ----------- | ------ | ------ | ------- | ----- | -------------- | ------- | ----- | ------- | --------------------- | -- | -- | -- | -- | -- |
| Xeon DP 2,8 GHz    | 14/feb/2005 | 604    | 1      | 2,8 GHz | 14x   | 90 nm 168 mil. | 1,3 V   | 110 W | 800 MHz | L1=16KB L2=2MB L3=0MB | Sì | Sì | Sì | Sì | No |
| Xeon DP 3,0 GHz    | 14/feb/2005 | 604    | 1      | 3,0 GHz | 15x   | 90 nm 168 mil. | 1,3 V   | 110 W | 800 MHz | L1=16KB L2=2MB L3=0MB | Sì | Sì | Sì | Sì | No |
| Xeon DP 3,2 GHz    | 14/feb/2005 | 604    | 1      | 3,2 GHz | 16x   | 90 nm 168 mil. | 1,3 V   | 110 W | 800 MHz | L1=16KB L2=2MB L3=0MB | Sì | Sì | Sì | Sì | No |
| Xeon DP 3,4 GHz    | 14/feb/2005 | 604    | 1      | 3,4 GHz | 17x   | 90 nm 168 mil. | 1,3 V   | 110 W | 800 MHz | L1=16KB L2=2MB L3=0MB | Sì | Sì | Sì | Sì | No |
| Xeon DP 3,6 GHz    | 14/feb/2005 | 604    | 1      | 3,6 GHz | 18x   | 90 nm 168 mil. | 1,3 V   | 110 W | 800 MHz | L1=16KB L2=2MB L3=0MB | Sì | Sì | Sì | Sì | No |
| Xeon DP 3,8 GHz    | 26/set/2005 | 604    | 1      | 3,8 GHz | 19x   | 90 nm 168 mil. | 1,3 V   | 110 W | 800 MHz | L1=16KB L2=2MB L3=0MB | Sì | Sì | Sì | Sì | No |
| Xeon DP 3 GHz LV   | 26/set/2005 | 604    | 1      | 3 GHz   | 15x   | 90 nm 168 mil. | 1,1 V   | 55 W  | 800 MHz | L1=16KB L2=2MB L3=0MB | Sì | Sì | Sì | Sì | No |
| Xeon DP 3,2 GHz MV | 26/set/2005 | 604    | 1      | 3,2 GHz | 16x   | 90 nm 168 mil. | 1,2 V   | 90 W  | 800 MHz | L1=16KB L2=2MB L3=0MB | Sì | Sì | Sì | Sì | No |

Nota: la tabella soprastante è un estratto di quella completa contenuta nella pagina dello Xeon.

## Il successore
Come detto, poco dopo il lancio di Irwindale Intel decise di proporre anche una versione dual core per i sistemi biprocessore, chiamata con il nome in codice di Paxville DP e che era a tutti gli effetti una rimarchiatura del core Paxville destinato invece ai sistemi multiprocessore. Paxville DP non fu il vero successore di Irwindale, dato che entrambi continuarono a coesistere sul mercato per diverso tempo.
Il successore di Irwindale venne presentato a maggio 2006 e si trattava di Dempsey, ovvero il primo Xeon DP dual core, disponibile per tutte le fasi di mercato (di Paxville DP, come detto, esisteva un unico esemplare ed era quindi una "soluzione di passaggio" destinata a durare molto poco sui mercati, ed indirizzata da Intel solo agli utenti più esigenti). A marzo 2006 venne presentata anche una particolare versione di processore Xeon DP, basata però non sull'architettura NetBurst ma su quella del Core Duo Yonah e indicata come Sossaman; essa era pensata per l'utilizzo in server di ridotte dimensioni dove fosse importante contenere i consumi.